# Ciudad vieja de Santiago de Compostela
La ciudad vieja de Santiago de Compostela es un área urbana de la capital gallega que se caracteriza por su arquitectura antigua y monumental. Fue elegida Patrimonio de la Humanidad por la UNESCO en 1985, cumpliendo 3 de los criterios de selección suficientes:
- I. Representar una obra maestra del genio creativo humano.
- II. Ser testigo de un importante intercambio de valores humanos a lo largo de un período de tiempo o dentro de un área cultural del mundo, en el desarrollo de la arquitectura o la tecnología, las artes monumentales, el urbanismo o el diseño del paisaje.
- VI. Estar asociado directa o tangiblemente con acontecimientos o tradiciones vivas, con ideas o creencias, con obras artísticas y literarias de excepcional importancia universal. (El comité considera que este criterio debería ir acompañado preferentemente de otros criterios).

El centro histórico de la ciudad creció alrededor de la catedral a partir del mítico descubrimiento de la tumba del apóstol Santiago en el año 813, atrayendo la peregrinación de millones de personas durante siglos, en uno de los fenómenos más notables de la historia medieval. Los edificios que se construyeron en la antigua ciudad durante las épocas románica, gótica y barroca, la convirtieron en una de las zonas urbanas más bellas del mundo, convirtiéndose en un lugar de culto con gran esplendor artístico.